# كسوف الشمس 1 سبتمبر 2016
حدث كسوف حلقي للشمس في 1 سبتمبر 2016. يحدث كسوف الشمس عندما يمر القمر بين الأرض والشمس ، وبالتالي يحجب صورة الشمس كليًا أو جزئيًا عن مشاهد على الأرض. يحدث الكسوف الحلقي للشمس عندما يكون القطر الظاهري للقمر أصغر من قطر الشمس، مما يحجب معظم ضوء الشمس ويتسبب في ظهور الشمس على شكل حلقة (حلقة).
يظهر الخسوف الحلقي على شكل كسوف جزئي فوق منطقة من الأرض يبلغ عرضها آلاف الكيلومترات. في هذه الحالة، لوحظ التقسيم الحلقي في الجابون والكونغو وجمهورية الكونغو الديمقراطية وتنزانيا وموزمبيق ومدغشقر وريونيون .

## الرؤية
مسار متحرك

## الصور

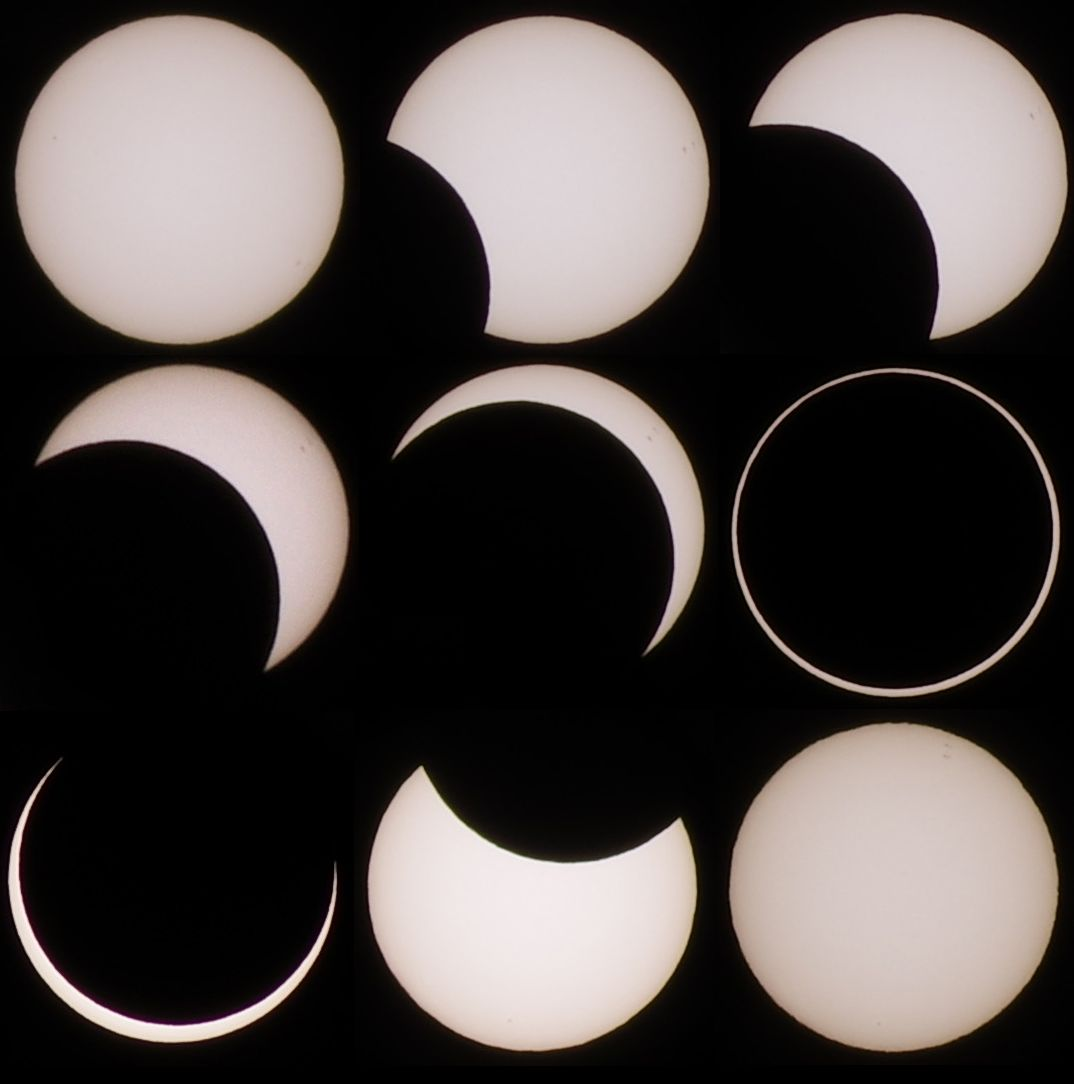
صور التكوين من L'Étang-Salé ، Réunion
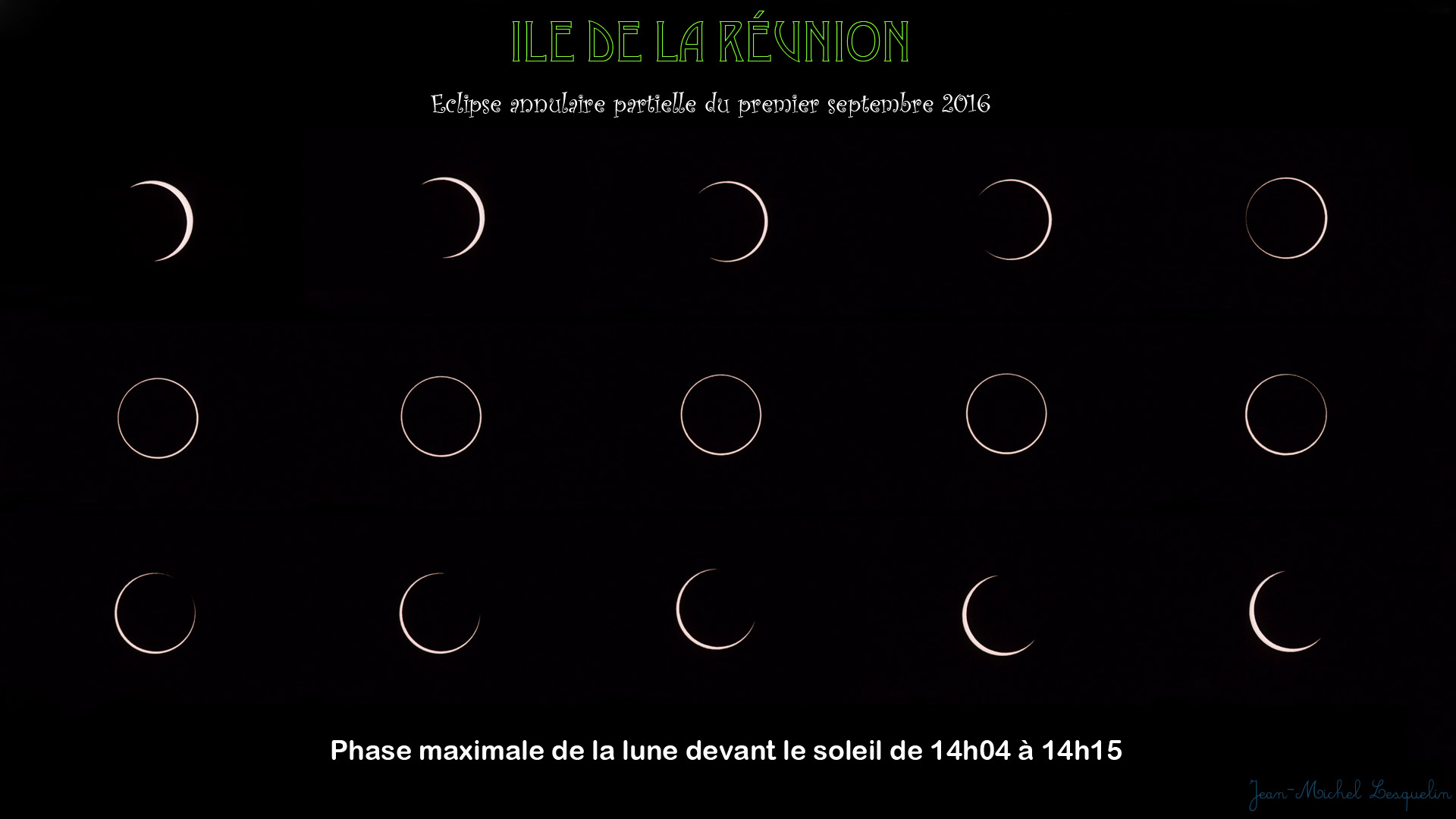
تقدم الحلقي من Les Avirons ، ريونيون
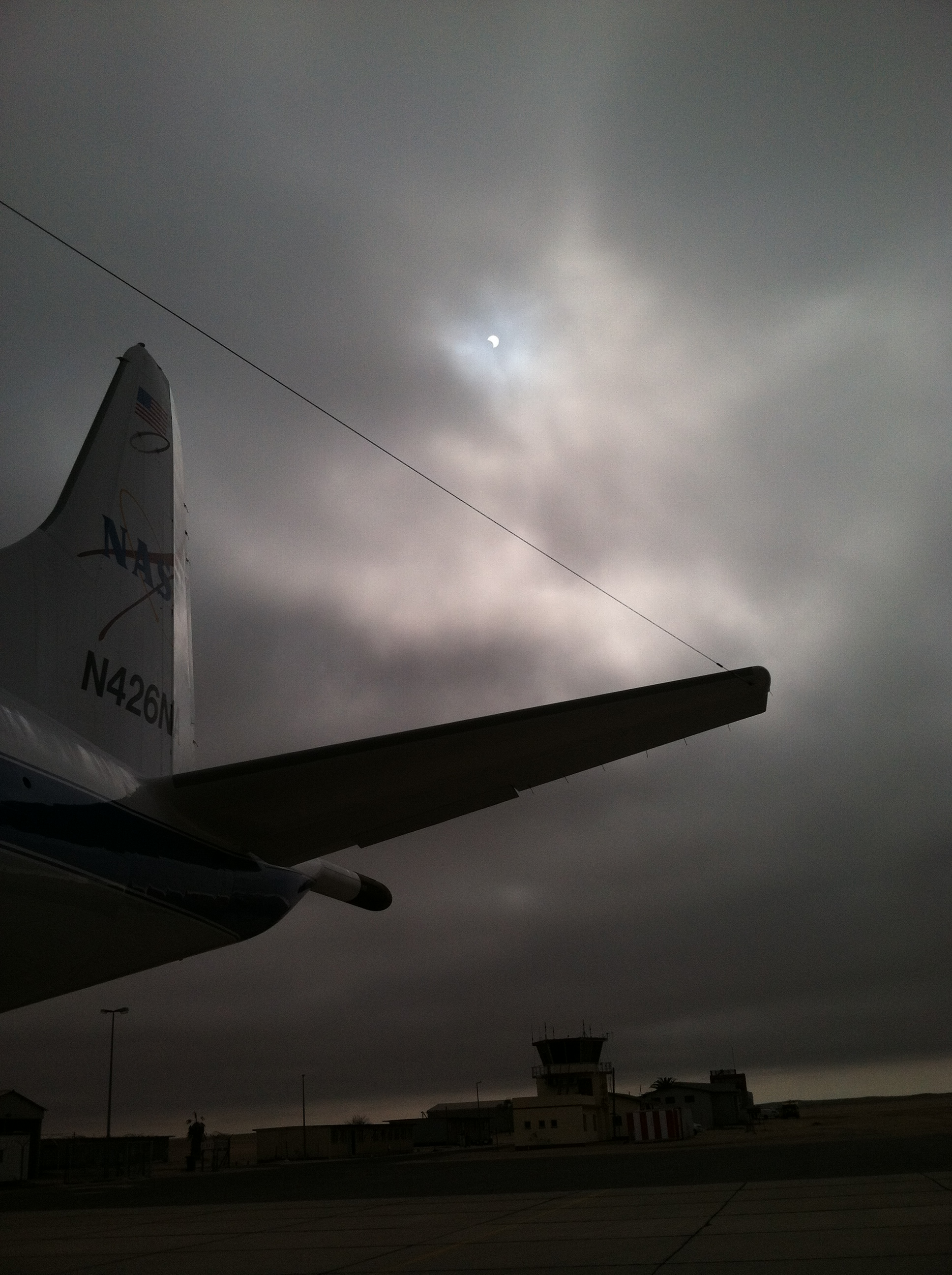
جزئي من والفيز باي ، ناميبيا ، 7:15 بالتوقيت العالمي المنسق
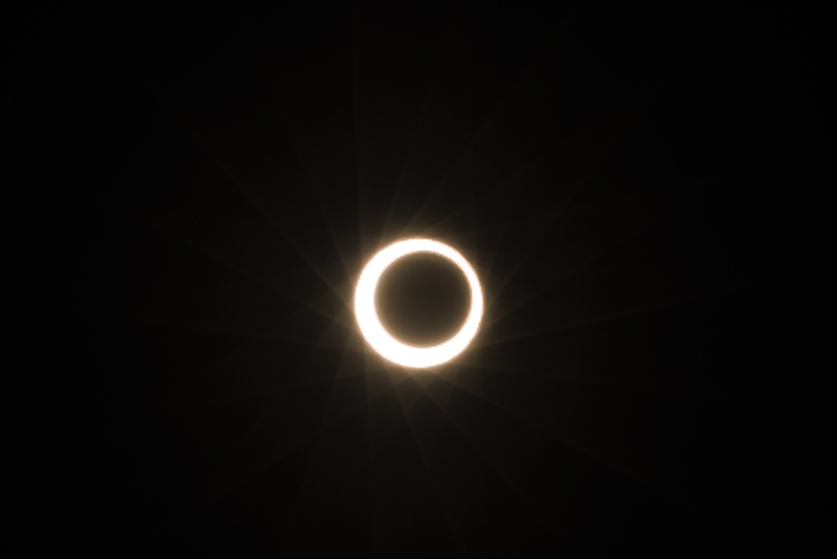
من كاليمي [الإنجليزية] ، جمهورية الكونغو الديمقراطية ، 7:46 UTC
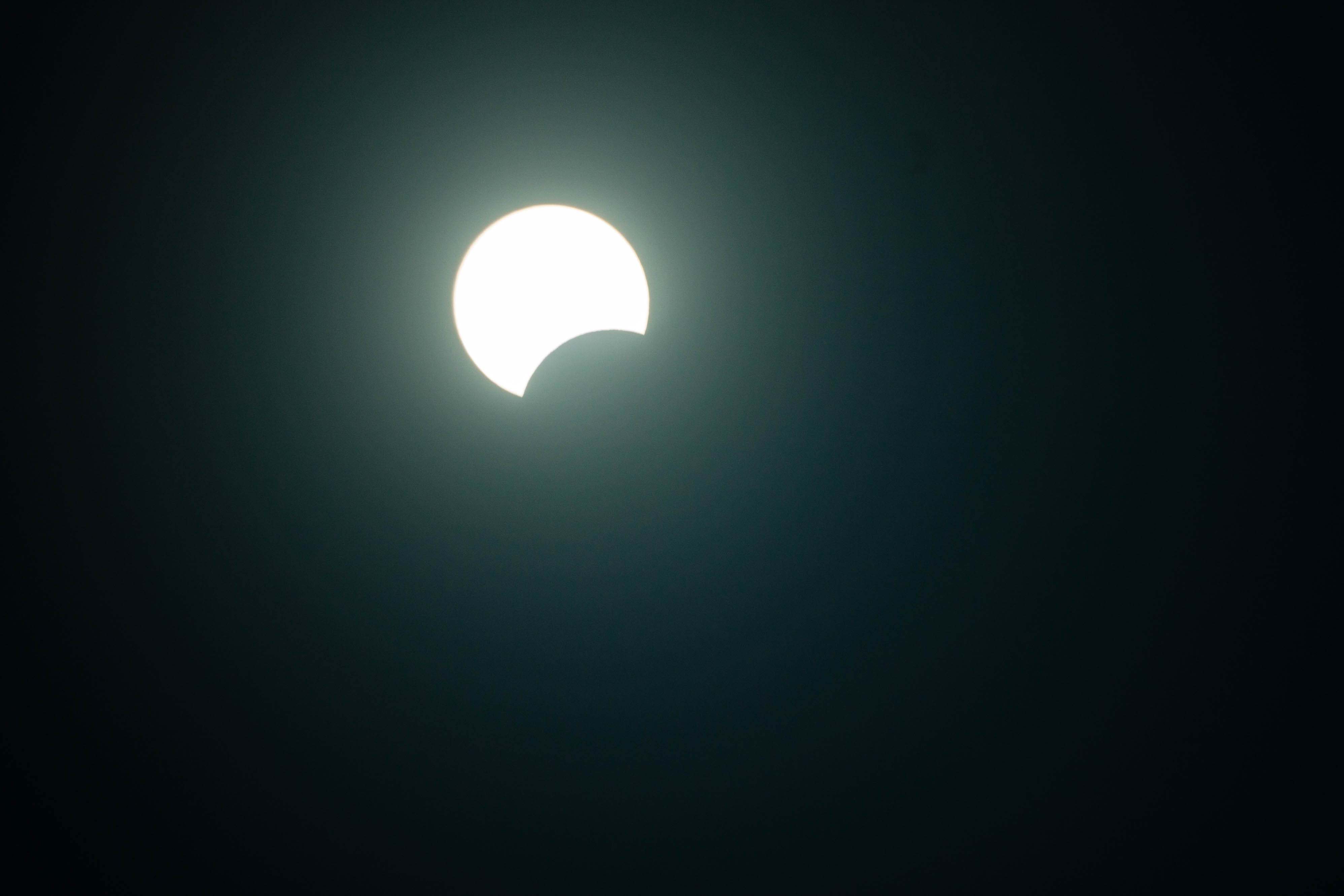
جزئيًا من بورت إليزابيث ، جنوب إفريقيا ، الساعة 9:35 بالتوقيت العالمي المنسق
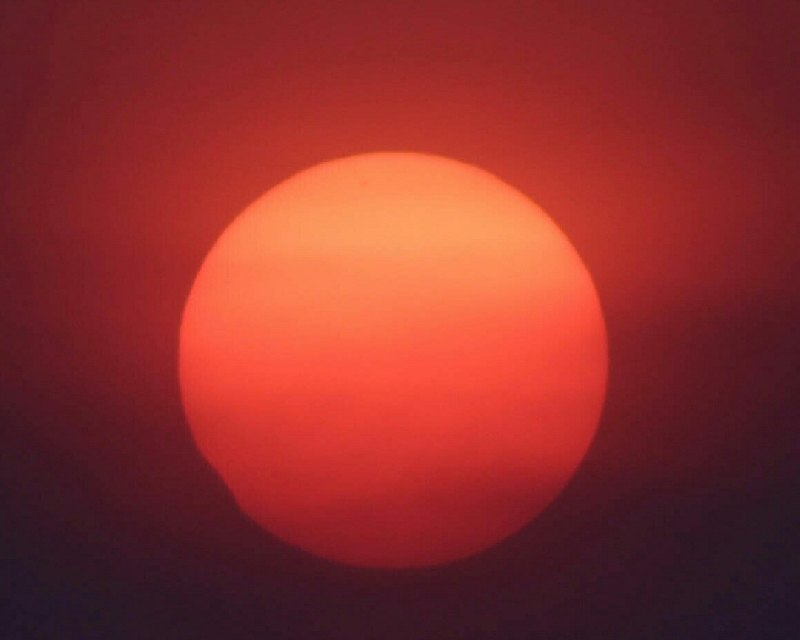
جزئيًا من جاكرتا ، إندونيسيا ، الساعة 10:33 بالتوقيت العالمي المنسق

## الخسوفات ذات الصلة

### كسوف 2016
- كسوف كلي للشمس في 9 مارس .
- خسوف شبه قمري للقمر في 23 مارس .
- خسوف قمري شبه خافت في 18 أغسطس .
- كسوف حلقي للشمس في الأول من سبتمبر.
- خسوف شبه قمري للقمر في 16 سبتمبر .

### كسوف الشمس في العقدة الصاعدة 2015-2018
- ساروس 125: كسوف جزئي للشمس في 13 سبتمبر 2015
- ساروس 135: الكسوف الحلقي للشمس في 1 سبتمبر 2016
- ساروس 145: كسوف كلي للشمس في 21 أغسطس 2017
- ساروس 155: كسوف جزئي للشمس في 11 أغسطس 2018

### كسوف الشمس من 2015 إلى 2018
هذا الكسوف هو جزء من سلسلة كسوف الشمس من 2015 إلى 2018. يتكر هذا الكسوف في كل 177 يومًا تقريبًا و 4 ساعات في العقد المتناوبة من مدار القمر.
| مجموعات سلسلة كسوف الشمس من 2015 إلى 2018                                                 | مجموعات سلسلة كسوف الشمس من 2015 إلى 2018 | مجموعات سلسلة كسوف الشمس من 2015 إلى 2018 | مجموعات سلسلة كسوف الشمس من 2015 إلى 2018 | مجموعات سلسلة كسوف الشمس من 2015 إلى 2018 | مجموعات سلسلة كسوف الشمس من 2015 إلى 2018 | مجموعات سلسلة كسوف الشمس من 2015 إلى 2018 |
| ----------------------------------------------------------------------------------------- | ----------------------------------------- | ----------------------------------------- | ----------------------------------------- | ----------------------------------------- | ----------------------------------------- | ----------------------------------------- |
| عقدة تنازلية                                                                              | عقدة تنازلية                              | عقدة تنازلية                              |                                           | عقدة تصاعدية                              | عقدة تصاعدية                              | عقدة تصاعدية                              |
| Saros                                                                                     | Map                                       | Gamma                                     | Saros                                     | Map                                       | Gamma                                     |                                           |
| 120 لونغييربين, Svalbard                                                                  | كسوف الشمس 20 مارس 2015 Total             | 0.9453                                    | مرصد ديناميكا الشمس                       | كسوف الشمس 13 سبتمبر 2015 Partial         | -1.1004                                   |                                           |
| 130 باليكبابان, Indonesia                                                                 | كسوف الشمس 9 مارس 2016 Total              | 0.2609                                    | 135 L'Étang-Salé, Réunion                 | كسوف الشمس 1 سبتمبر 2016 Annular          | -0.3330                                   |                                           |
| 140 Partial from بوينس آيرس                                                               | 2017 February 26 [الإنجليزية] Annular     | -0.4578                                   | 145 كاسبر                                 | كسوف الشمس في 21 أغسطس 2017 Total         | 0.4367                                    |                                           |
| 150 Partial from مدينة اوليفوس، بوينس آيرس                                                | كسوف الشمس في 15 فبراير 2018 Partial      | -1.2117                                   | 155 Partial from Huittinen, Finland       | كسوف الشمس 11 أغسطس 2018 Partial          | 1.1476                                    |                                           |
| يحدث الكسوف الجزئي للشمس في 13 يوليو 2018 و 6 يناير 2019 خلال سلسلة الفصل الدراسي التالي. |                                           |                                           |                                           |                                           |                                           |                                           |

### 135- ساروس
وهي جزء من دورة ساروس 135 وتتكرر كل 18 سنة و 11 مرة أخرى على 71 حدثاً.
بدأت السلسلة بكسوف جزئي للشمس في 5 يوليو 1331.
تحتوي على كسوف حلقي من 21 أكتوبر 1511 حتى 24 فبراير 2305 وخسوف هجين في 8 مارس 2323 و 18 مارس 2341 وخسوفًا إجماليًا من 29 مارس 2359 حتى 22 مايو 2449. تنتهي السلسلة في العضو 71 ككسوف جزئيًا في 17 أغسطس 2593. ستكون أطول مدة للإجمالي هي دقيقتان و 27 ثانية في 12 مايو 2431.
| يحدث أعضاء السلسلة 27-43 بين 1800 و 2100: | يحدث أعضاء السلسلة 27-43 بين 1800 و 2100: | يحدث أعضاء السلسلة 27-43 بين 1800 و 2100: |
| 27                                        | 28                                        | 29                                        |
| ----------------------------------------- | ----------------------------------------- | ----------------------------------------- |
| </img> </br> 24 أبريل 1800                | </img> </br> ٥ مايو ١٨١٨                  | </img> </br> ١٥ مايو ١٨٣٦                 |
| 30                                        | 31                                        | 32                                        |
| </img> </br> 26 مايو 1854                 | </img> </br> 6 يونيو 1872                 | </img> </br> ١٧ يونيو ١٨٩٠                |
| 33                                        | 34                                        | 35                                        |
| </img> </br> 28 يونيو 1908                | </img> </br> 9 يوليو 1926                 | </img> </br> 20 يوليو 1944                |
| 36                                        | 37                                        | 38                                        |
| </img> </br> 31 يوليو 1962                | </img> </br> 10 أغسطس 1980                | </img> </br> 22 أغسطس 1998                |
| 39                                        | 40                                        | 41                                        |
| </img> </br> 1 سبتمبر 2016                | </img> </br> 12 سبتمبر 2034               | </img> </br> 22 سبتمبر 2052               |
| 42                                        | 43                                        |                                           |
| </img> </br> 4 أكتوبر 2070                | </img> </br> 14 أكتوبر 2088               |                                           |

### سلسلة ميتونيك
تكرر السلسلة ميتونيك كل 19 عامًا (6939.69 يومًا) ، وتستمر حوالي 5 دورات. تحدث الكسوف في نفس تاريخ التقويم تقريبًا. بالإضافة إلى ذلك، تكرر سلسلة أكتن الفرعية 1/5 من ذلك أو كل 3.8 سنوات (1387.94 يومًا). تحدث جميع الكسوفات في هذا الجدول عند العقدة الصاعدة للقمر.
| 21 من أحداث الكسوف بين 21 يونيو 1982 و 21 يونيو 2058 | 21 من أحداث الكسوف بين 21 يونيو 1982 و 21 يونيو 2058 | 21 من أحداث الكسوف بين 21 يونيو 1982 و 21 يونيو 2058 | 21 من أحداث الكسوف بين 21 يونيو 1982 و 21 يونيو 2058 | 21 من أحداث الكسوف بين 21 يونيو 1982 و 21 يونيو 2058 |
| June 21                                              | April 8–9                                            | January 26                                           | November 13–14                                       | September 1–2                                        |
| 107                                                  | 109                                                  | 111                                                  | 113                                                  | 115                                                  |
| ---------------------------------------------------- | ---------------------------------------------------- | ---------------------------------------------------- | ---------------------------------------------------- | ---------------------------------------------------- |
| June 21, 1963                                        | April 9, 1967                                        | January 26, 1971                                     | November 14, 1974                                    | September 2, 1978                                    |
| 117                                                  | 119                                                  | 121                                                  | 123                                                  | 125                                                  |
| June 21, 1982 [الإنجليزية]                           | April 9, 1986 [الإنجليزية]                           | January 26, 1990 [الإنجليزية]                        | November 13, 1993 [الإنجليزية]                       | September 2, 1997 [الإنجليزية]                       |
| 127                                                  | 129                                                  | 131                                                  | 133                                                  | 135                                                  |
| كسوف الشمس 21 يونيو 2001                             | كسوف الشمس 8 أبريل 2005                              | كسوف الشمس 26 يناير 2009                             | كسوف الشمس 13 نوفمبر 2012                            | كسوف الشمس 1 سبتمبر 2016                             |
| 137                                                  | 139                                                  | 141                                                  | 143                                                  | 145                                                  |
| كسوف الشمس في 21 يونيو 2020                          | كسوف الشمس 8 أبريل 2024                              | January 26, 2028 [الإنجليزية]                        | November 14, 2031 [الإنجليزية]                       | September 2, 2035 [الإنجليزية]                       |
| 147                                                  | 149                                                  | 151                                                  | 153                                                  | 155                                                  |
| June 21, 2039 [الإنجليزية]                           | April 9, 2043 [الإنجليزية]                           | January 26, 2047 [الإنجليزية]                        | November 14, 2050 [الإنجليزية]                       | September 2, 2054 [الإنجليزية]                       |
| 157                                                  |                                                      |                                                      |                                                      |                                                      |
| June 21, 2058 [الإنجليزية]                           |                                                      |                                                      |                                                      |                                                      |